# 八月十日事件
1792年8月10日暴動是法國大革命的里程碑事件之一。8月10日，經由暴動的巴黎公社及來自馬賽和布列塔尼革命的國民警衛聯盟組成的國民自衛軍，攻入杜樂麗宮後，導致了法國君主制的崩解。國王路易十六和王室受到國民立法議會的庇護，立法的功能暫停。六週後，新國民公會組成，正式的結束了君主制度的運作。這暴動及其導致的成果革命歷史學家最常用的簡稱為“8月10日事件”；或者稱為二次革命。

## 事件脈絡
1792年4月20日，法國對刚刚完成帝位交替（新皇弗朗茨二世登基）的神聖羅馬帝國宣戰，同时普魯士也加入對抗法蘭西的阵营。法國在最初的戰鬥中一敗塗地，再加上指券崩潰和食糖的價格飛漲，廣大基層民眾生計無以為繼，社會動盪，盜匪流竄。這場災難首先歸咎于國王和“奧地利委員會”（Austrian Committee），其次就是主戰的布里索和皮埃尔·维克蒂尼安·韦尼奥領導的吉倫特派。
國民立法議會在5月17日通過，按教士的公民組織法20位公民可請願將拒絕宣誓的教士立即驅逐出境。5月29日，通過解散由貴族統領的國王衛隊。6月8日，通過在巴黎附近建立20000名國民警衛聯盟國民自衛軍。路易十六否決了這三個法令，解除了布里索等吉倫特派的部長職務，並組成由君主立憲派（斐揚俱樂部）為主的新內閣，導致國王與議會和巴黎人民的對立更加嚴重。6月16日, 當拉法耶特侯爵致信給國民立法議會，建議壓制“無政府主義者”和政治俱樂部在首都的活動，使事情的發展到達臨界點。

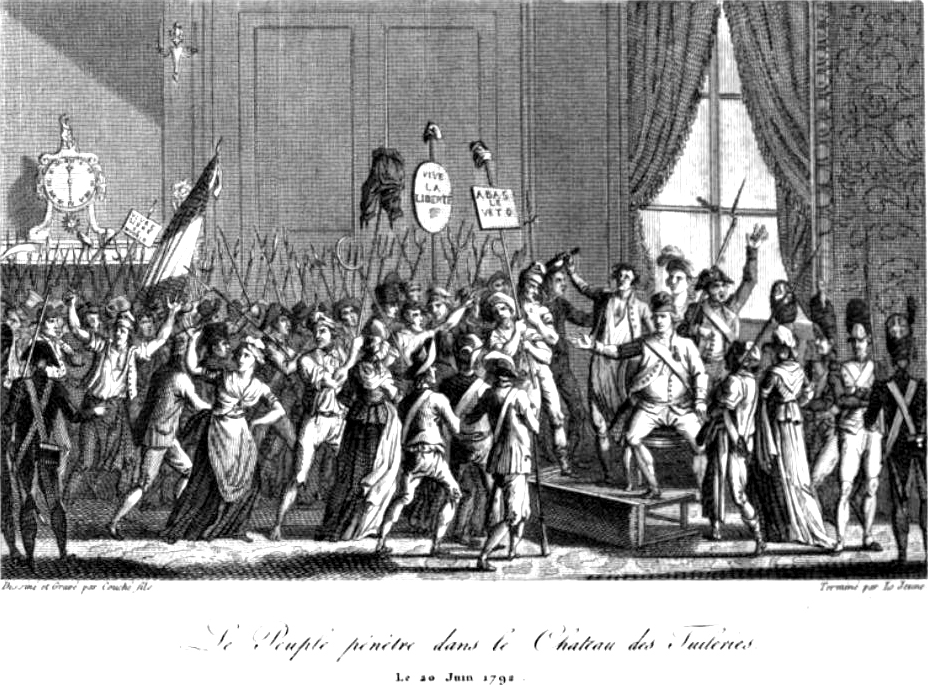
1792年6月20日示威遊行

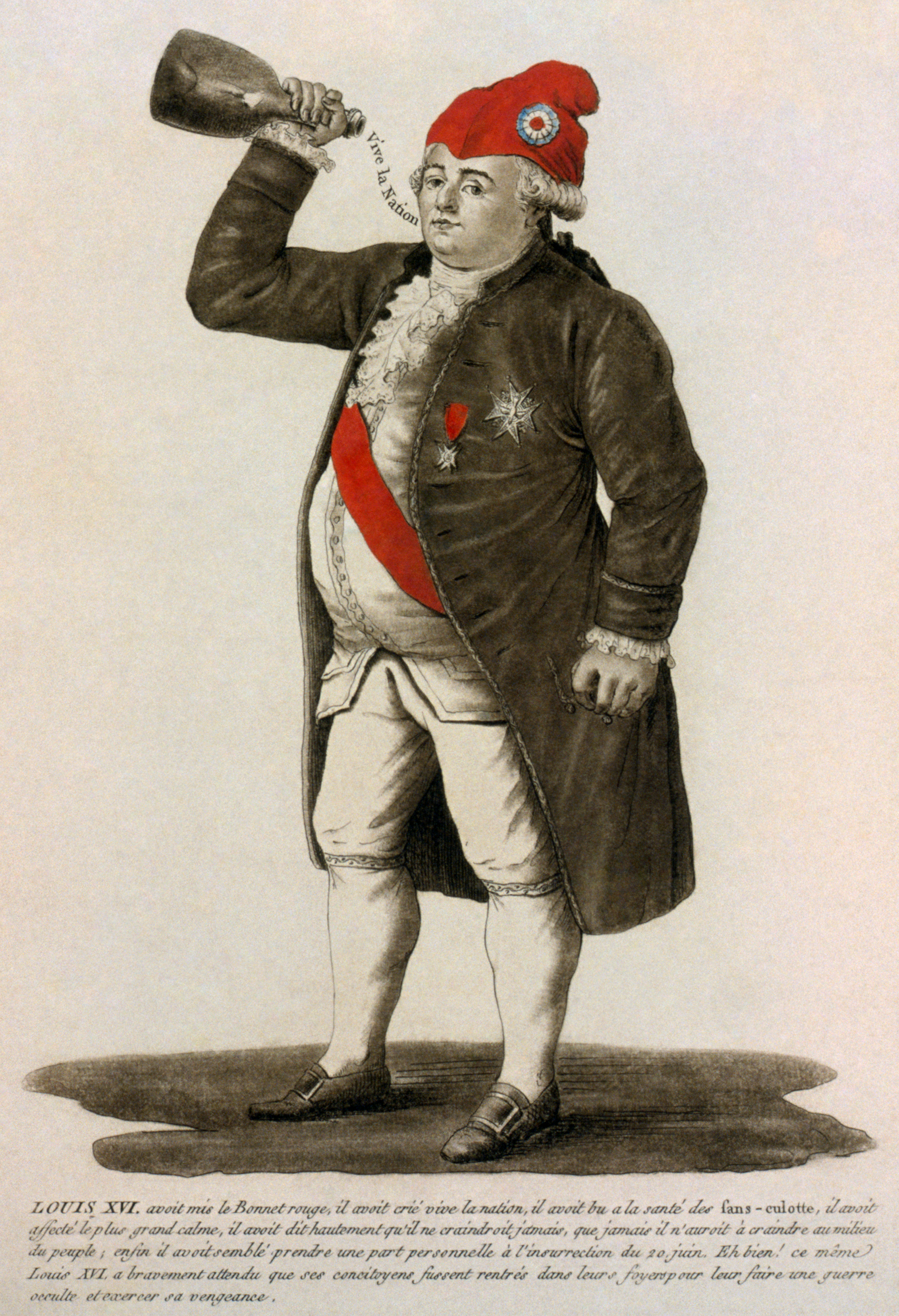
戴著弗里吉亞帽'的路易十六舉杯祝福國家昌盛

6月19日，路易十六否決國民立法議會的法令，正好是網球廳宣誓公佈引發革命3週年紀念日的前一天。次日，群眾組織發動示威遊行向國王施壓。路易十六在群眾面前現身，戴上象徵自由的紅色弗里吉亞帽，並為國家昌盛舉杯祝福，但既拒絕批准法令也不召回被撤換的部長。巴黎市長佩蒂翁被停職。6月28日，拉法耶特侯爵離開軍隊駐地，出現在國民立法議會，要求代表們解散雅各賓俱樂部，並懲罰6月20日示威遊行的參與者。議員們拒絕服從，且指控其擅離指揮職務。國王拒絕了這位長期執行他的監禁任務者的所有逃跑建議，拉法耶特侯爵匆忙離開了巴黎。羅伯斯庇爾稱他是叛徒，群眾在巴黎皇家宮殿燒毀拉法耶特侯爵的芻像。拉法耶特侯爵無倫在法國內外都失去容身之所。六週後，他在逃往英格蘭的途中被捕，投入奧地利監獄。拉法耶特的主張與法蘭西民族情操嚴重對立；在領導法軍期間，他亦無所作為，放任普魯士在萊茵地區集結，這些都成了他失敗的緣由。
7月2日的法令授權各地組職國民警衛隊，他們許多人已經在前往巴黎的途中，參加夏至聯合會儀式; 另一個7月5日宣布在的危及國家的事件中所有壯丁可能被徵招並徵用必要的武器。六天後，國民立法議會宣布祖國陷於危難。
   
橫幅被安置在公共廣場，赫然寫著：
你會允許外國群眾像毀滅洪流一樣蔓延在你們的鄉村嗎?！他們蹂躪我們的收成！他們用烈火和殺戮摧毀我們的祖國！總之，他們用染著你們最親愛人鮮血的鐵鍊征服你們......
公民們，國家正處於危險之中！

## 走向危機
7月3日，皮埃尔·维克蒂尼安·韦尼奥引導更大範圍的辯論，對國王的人說出可怕的威脅："法蘭西的皇族以國王的名義試圖喚醒所有歐洲皇室對抗這個國家，維也納和柏林皇室締結了皮爾尼茨宣言形成窮兇惡極的聯盟，要為國王的尊嚴報仇;我們已經看到以前的保鑣衛隊匆忙的加入在日耳曼的叛亂旗幟，來保衛國王; 流亡者正懇求並受雇於奧地利軍隊，來協助國王，準備刺向祖國心臟......這些都是以國王的名義，自由正被攻擊…....但在1791年憲法第二章，第一節，第6條，我宣讀：如果國王將他自己作為軍隊的首領並調轉他的軍隊對抗國家，或者如果他沒有明確表明他反對任何這樣的冒險組織以他的名義進行，他應被視為已放棄他的皇家職務。"
韋尼奧回顧皇家否決權，已在各省造成了混亂，將軍們故意不採取行動，為入侵敞開了道路; 他向國民立法議會提出指控----儘管是通過暗示而不是直接----路易十六已經被框陷在1791年憲法，這個章節的範圍內了。通過這種方式，他將罷免國王的想法置入群眾心裡。他的講話，經國民立法議會在法蘭西各省流傳，產生巨大的影響。
迴避皇家否決武裝陣營的解散，國民立法議會邀請各省國民自衛軍，在開赴前線途中，先來巴黎，表面上是為了紀念7月14日攻佔巴士底獄的慶祝活動。這些國民警衛聯盟比邀請他們的代表們具有更激進的觀點，並在7月中旬，他們請願國民議會廢黜國王。沒有完成決定性一擊的國民警衛聯盟不願離開巴黎，並會同7月25日由布雷斯特到來的300名和五天後由馬賽到來的500名 ，他們以巨大的影響力參與革命，並在巴黎街道上高唱自我命名的馬賽曲。
國民警衛聯盟成立一個中央委員會和一個秘密的理事會，其中包括一些巴黎的領導人，並因而確保與各部門可直接接觸。在7月15日前，已成立了一個來自各個部門警衛隊組成的協調委員會。在這個本體很快出現了一個五人的秘密委員會。布盧瓦的沃茹瓦（Vaugeois），德龍省的德贝斯（Debesse）、卡昂的紀堯姆（Guillaume）和斯特拉斯堡的西蒙（Simon）在巴黎幾乎沒知道，以至於只是歷史的紀錄：但他們是震撼法蘭西運動的發起人物。他們會見了在莫里斯·迪普莱聖奧諾雷路家裡聚會，那裡也是羅伯斯庇爾的住處，在其第五個成員安托萬——梅斯市市長——也住在那裡。他們商量後帶著一群部門領導，他們這些彼此都不認識----記者卡拉讓-路易·卡拉和安托万·约瑟夫·戈尔萨、夏尔-亚历克西·亚历山大和來自聖馬塞爾郊區的克洛德·弗朗索瓦·拉佐夫斯基、克勞德·富尼耶、弗朗索瓦·約瑟夫·韋斯特曼（他們之中唯一的軍人）、加兰麵包師傅（Garin）、皮埃爾·加斯帕德·肖梅特和來自” 聖安東尼郊區的 安托萬·約瑟夫·桑泰爾。  日常會議是由各分隊自行招集，7月25日國民議會核准他們舉行連續的集會。27日，巴黎市長佩蒂翁允許在”巴黎市政廳”成立的“聯絡辦公室”。
並非所有的分隊都反對國王，但被動的市民也加入他們的行列， 30日在法蘭西劇院的分隊問題給予所有成員投票權。在分隊會議雅各賓派和無套褲漢與溫和派發生意見衝突並逐漸佔了上風。7月30日的法令接受被動公民加入國民自衛軍。 8月1日傳來由不倫瑞克公爵簽署宣言的新聞，威脅，如果路易斯和他的家人受到傷害，就立刻對巴黎的人民進行審訊：“他們將受到懲戒性的懲罰和永遠難忘的報復，將巴黎城市交由軍事管制，並徹底銷毀，而有罪的暗殺叛亂犯，給他們應有的處決“。布倫瑞克宣言8月1日在巴黎廣為人知; 當天和隨後幾天巴黎的人民得到消息，奧地利和普魯士軍隊進入軍法蘭西的領土。這兩個事件使共和政體的精神升溫導致革命的憤怒。
26日顯示了暴動凶兆，30日又再現。經由巴黎市長佩蒂翁的努力推遲了兩次，8月3日他參與了分隊向國民立法議會的請願。巴黎的48個分隊，除了一個，都一致行動。佩蒂翁通知國民立法議會，分隊已經“收回他們的統治權”，因而他除了說服沒有管制人民的權力。在聖安東尼郊區的“三百病床醫院”分隊，直到8月9日甚至拒絕起訴拉法耶特侯爵。那天晚上，警鐘響了。

## 暴動

### 杜樂麗宮防禦

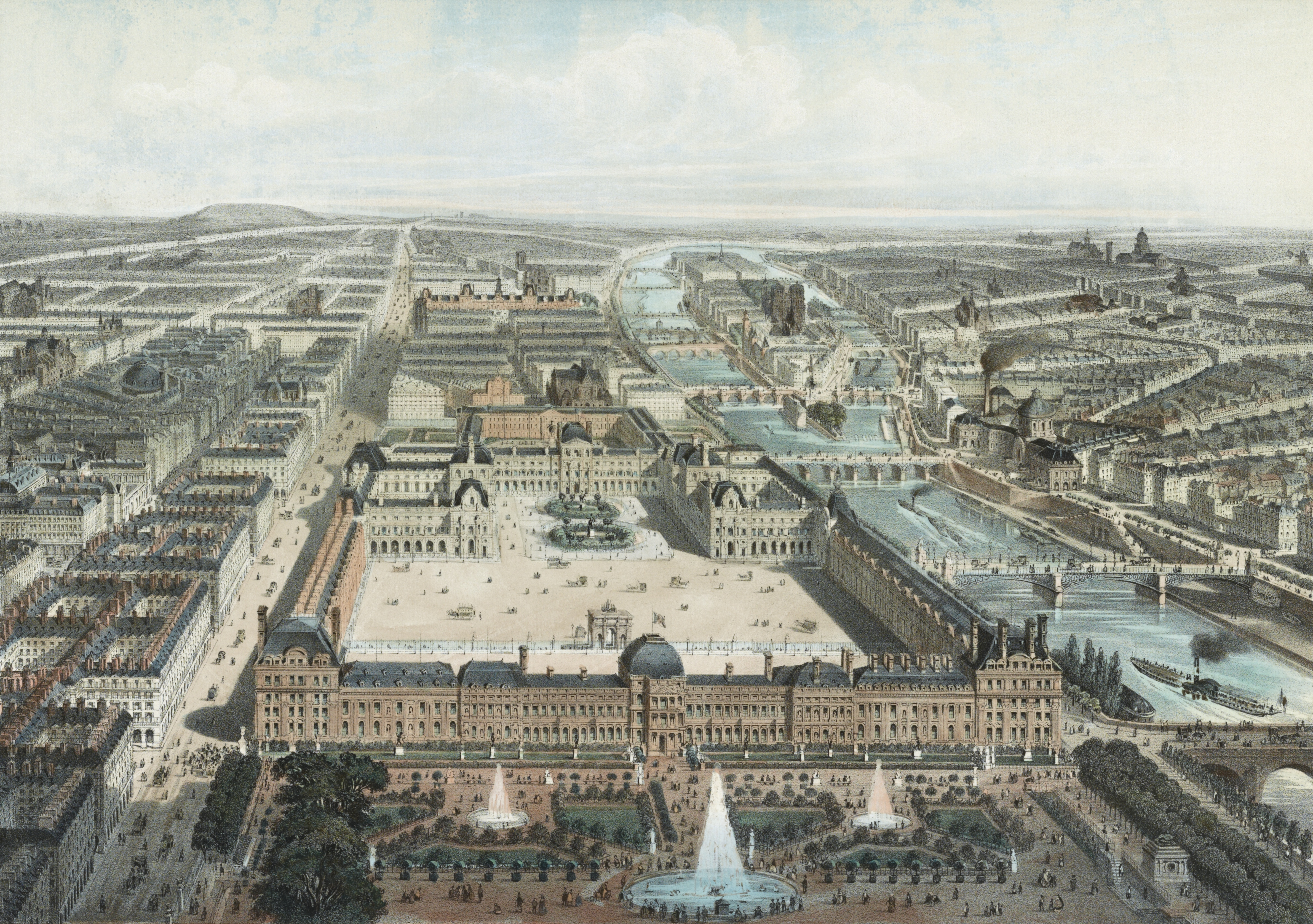
暴亂時刻路易十六杜樂麗宮住所

可能會以為進行攻擊杜樂麗宮巴黎沒有很大的風險。這不是當時普遍的看法。國王未能收買人民的領導人。依據皮埃尔·维克托·马卢埃敘述，三萬七千鎊已經支付給市長佩蒂翁和安托萬·約瑟夫·桑泰爾，得到毫無價值停止暴亂的承諾。他拒絕了最後一分鐘的退位建議，現在不僅是皮埃尔·维克蒂尼安·韦尼奥和马格里特-埃利·加代，由於他們引起事態的轉變，就連他忠誠的老部長纪尧姆-克雷蒂安·德·拉穆瓦尼翁·德·马勒泽布，也感到驚慌。他決心保衛杜樂麗宮。他的支持者已經預期並事先已準備應對這各攻擊，也有能成功防禦的信心。防禦計劃，由職業軍人制定的，6月25日已被巴黎政府部門正式通過：這是他們維護行政權力的公務職責。這座宮殿很容易防守。它兩邊-由950名瑞士僱傭老兵唯一正規部隊駐防（傳聞他們數量有四倍之多）; 還有930名國家憲兵，2000名全國衛兵，和200-300 名聖路易斯騎士，以及其他保皇黨志願者支援。五千人應該是足以應付防禦的需求; 然而,看起來也是，有一些疏忽，他們嚴重地缺乏彈藥。
治安間諜給公社的報告，地下通道已經完成增派部隊可以從他們的營房秘密的進入。安托万·加利奥·芒达·德·格朗塞，簡稱“芒达”，國民自衛軍的指揮官，對他的國民自衛軍不是很有信心，但他的命令的語氣是那樣堅決，它似乎能穩住部隊。他已經配置一些部隊在新橋，以防止在河兩岸暴動者之間的連接，這可以阻止他們的任何合併活動。 而且，這不是攻占巴士底獄事件。有名氣的領導人可能會很猶豫地拋出一個不確定的數量半培訓的和未經考驗的志願者，跟隨用長矛武裝沒有紀律的暴徒，對抗如此難以應付的堡壘。王座的支持者應會有預期的勝利。

### 防禦的混亂

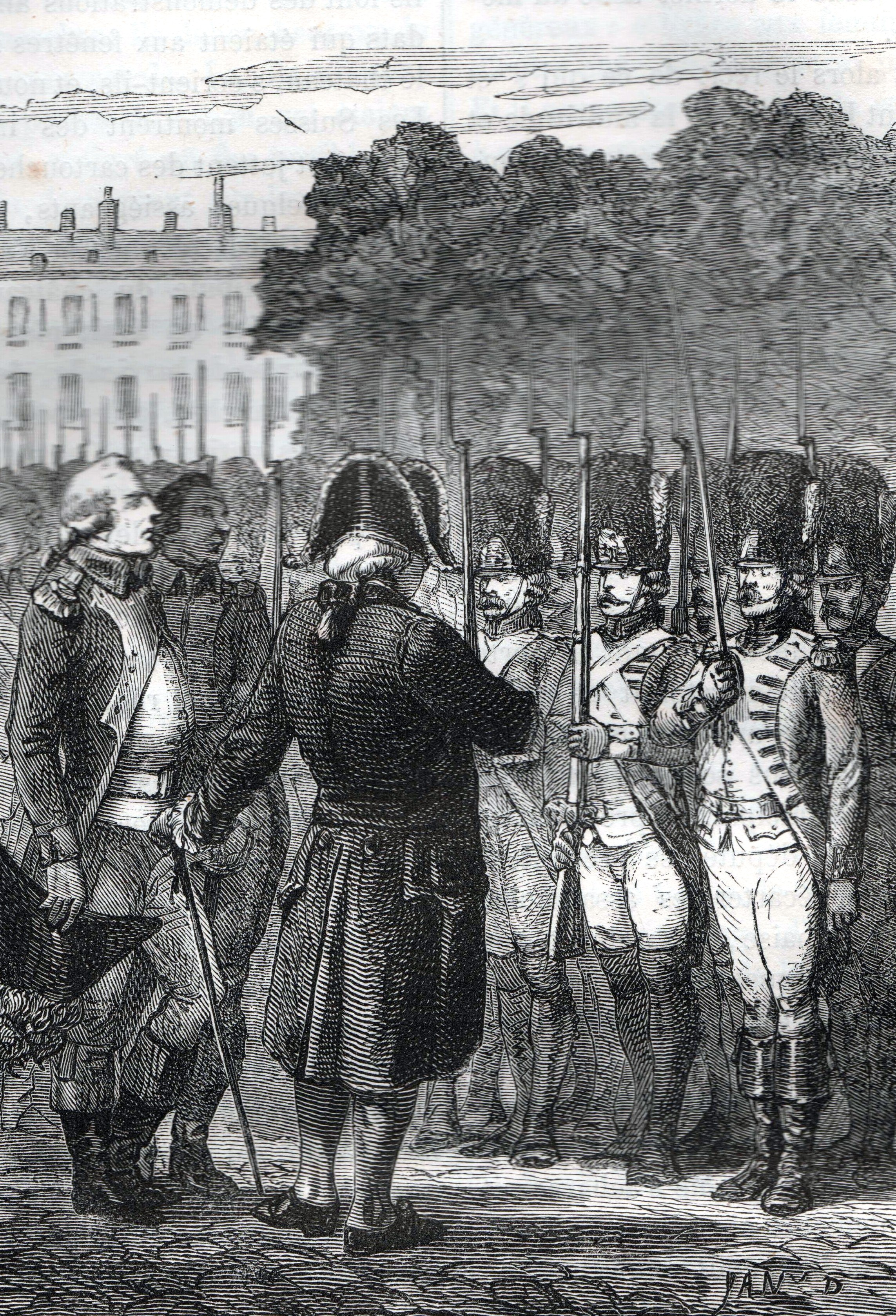
路易十六校閱效忠部隊。

那天深夜，有三個人在皇宮，巴黎市長佩蒂翁，的安全皮埃尔-路易·勒德雷尔時，巴黎行政部門檢察官和“芒达”，國民自衛軍指揮官並負責軍隊防禦杜樂麗宮的所有細節，他們的出現是確保王室的安全。所有這三人都拋棄了國王。佩蒂翁佯裝，他不得不來保衛王室成員; 但在凌晨2點，自稱自己被一群保皇黨槍手威脅，他服從議會的招喚回去報告，他已經採取所有可維持和平的預防措施，不光彩的由市長職位退休，就像他之後說的，他被暴亂公社下令關在市長室。檢察官的第一個行動是保證王室會有任何攻擊。他的第二個行動，當布隆德爾(Blondel)，巴黎行政部門的秘書，一系列新聞簡報中明確表明，攻擊迫在眉睫，說服國王路易放棄宮殿的防禦並將自己置於國民議會的保護下。“芒达”，視察宮殿的防禦佈置後，被窩德尼(Roederer)說服（杜樂麗宮防禦的第三個致命錯誤），順從市政廳奸詐的招喚。  “芒达”對暴亂公社的組成一無所知，他在沒有任何保駕護送的清況下離開了。他被逮捕，之後不久被謀殺。他的指揮權被轉移給安托萬·約瑟夫·桑泰爾。
於是，約在早上七點時聯合縱隊的領導被看到進駐宮殿的後面，這裡沒有人下令防守。路易斯，睡意朦朧地視察他的駐軍，“盛裝，戴著配劍，但敷粉假髮的粉末掉落下來”，被迎面而來的一些國民衛隊呼喊“國家萬歲！”（Vive la nation!）和“抵制否決！”（A bas le véto!）。路易沒有回答，回到了杜伊勒里宮。在他身後的行列中爆發爭吵。槍手大聲宣稱他們將不會向他們的同胞開火。
憎恨暴力和害怕流血，路易心甘情願聽窩德尼的建議，他應該放棄宮殿的防禦。女王自負的敦促他們應該留下來戰鬥。甚至在第一聲槍聲之前，王室成員已傷心穿過花園撤往議會的大門。“先生們，”國王說，“我來到這裡，以避免犯下更大的罪行；我想我不可能比你們更安全。” “陛下，” 主持會議的皮埃尔·维克蒂尼安·韦尼奥回答，“你們可以依靠國民議會的牢固性。它的成員已經用生命宣誓維護人民的權利，以及憲政的權威。” 然後國王坐在主席旁。但是弗朗索瓦·沙博提醒他說，議會不能在國王面前協商，然後路易斯連同他的家人和部長退席，到主席背後的記者房間。 在這裡，當代表們討論了他的命運時，國王有一個座位，以他的慣有的平淡冷漠高傲態度，讓他聆聽。皇后坐在房間的橫座，親王坐在她的腿上—對她，至少，他們的悲劇情況是顯而易見。

### 對杜樂麗宮的攻擊

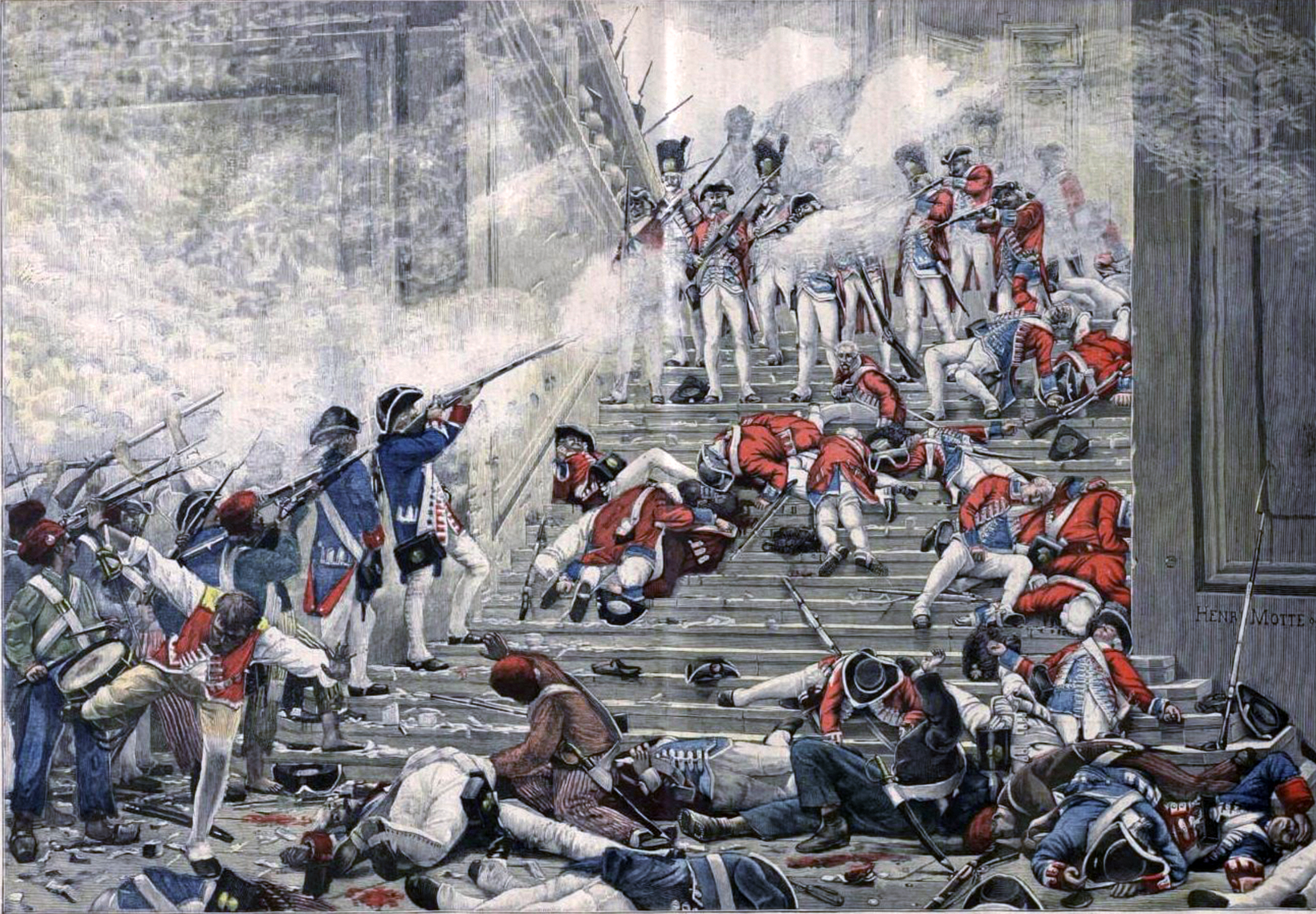
樓梯的對恃

國王的離去，抵抗的誘因也消失了。防禦方法也已因國民自衛軍護送國王的離去而解除了。國家憲兵離開自己的崗位，高喊“國家萬歲！”，而國民自衛軍的傾向開始向叛亂分子移動。在河的右岸，是聖安東尼郊區的一大群人，在和左岸的，有聖-馬塞爾郊區，布列塔尼和馬賽的國民警衛聯盟，向前自由行進，就如同在遊行。當時許多地方已下令把守，但全然沒有前來阻擋，如在聖讓商場、橋樑通道、沿岸碼頭以及盧浮宮。先頭的衛隊包括男人，婦女和兒童的前，都裝備了刀具，棍棒，長矛和，遍布被遺棄的卡魯索廣場，接近八點鐘前進，先頭的縱隊，由弗朗索瓦·約瑟夫·韋斯特曼帶領，到達杜樂麗宮。
早上八點鐘開始攻擊杜樂麗宮。根據國王的命令，瑞士軍隊退到了建築物的內部，庭院的防禦完全交由國民衛隊。馬賽國民自衛隊衝了進來，和國民警衛隊槍手們稱兄道弟，達到門廳，登上宏偉的樓梯，並呼籲瑞士衛隊投降。“向國家投降！” 約瑟夫·韋斯特曼用德文大喊。“我們認為自己蒙羞了！” 對方回答。     “我們是瑞士人，瑞士人不要放棄他們的武器，而是和他們的生命在一起。我們認為我們不應受這樣的侮辱。如果不再需要軍團，讓它合法的解除。但我們不會離開我們的崗位，我們也不會讓我們的武器從我們手中拿走。“ 
瑞士衛隊堵住城堡的窗戶，一動不動地站著。這兩個部隊面對面僵持了一段時間，沒有任何人作出明確的舉動。幾名攻擊者和睦的向前進，瑞士衛隊從窗戶扔出一些子彈，並作為和平的象徵。暴亂分子穿透到門廳裡，直到他們遭遇城堡的其他護衛部隊。這兩個部隊仍然面對面的在樓梯上對峙了四分之三小時。隔欄將他們分開，雖然不知是那一方先發動攻擊，然後戰鬥開始了。  瑞士衛隊，從上面射擊，清理前庭和天井，衝下進入廣場，繳獲大砲; 叛亂分子被擊潰逃離現場。不過，最勇敢的，在卡魯索廣場房屋入口後面集結，把火藥扔進天井的小型建築物，放火焚燒。隨後瑞士部隊反擊，跨過屍體，繳獲大砲，收復了宮廷入口的場地，越過卡魯索廣場，甚至帶走集中在那裡的槍。   就如在攻占巴士底獄般，背信的怨訴盛囂塵上和被認定為伏擊的攻擊，此後瑞士衛隊成為部分無套褲漢暴力仇恨的主體。

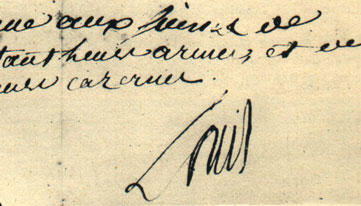
路易十六下令投降手稿

在那時刻，聖安東尼郊區部隊趕到，實力增強的暴動分子將瑞士衛隊推回到宮殿。路易斯，在借用”室內馬術學校”的國民議會聽到槍聲，在一張小紙片寫：“國王下令瑞士衛隊立刻放下武器，以及退回到軍營。”  在這樣的時刻服從這個命令，幾乎意味著必死無疑而且瑞士的軍官了解在戰爭劇烈的中途這是沒有用的，並沒有立即採取行動。然而，瑞士衛隊的處境很快就支撐不住了，他們的彈藥不足而且傷亡人數上升。然後出示國王的備忘錄，守衛部隊奉命解除契約任務。瑞士衛兵的主體由皇宮潰敗，並通過建築物後方的花園撤退，一些在國會大廈尋求庇護：一些被包圍了，帶到市政廳，並路易十四的雕像下方處死。九百名衛隊只有三百名倖存。
大屠殺還包括男性的朝臣和皇宮工作人員。然而，皇宮女性成員在大屠殺中似乎沒有被殺害。據珍妮-路易斯-亨麗埃特·康龐描述，女士們，在等待被聚集在一個房間，女王的套房，而當他們被發現，一個名叫佩蒂翁的男子，阻止他們的攻擊並大聲喊道：“不要傷害女人！不要玷污了這個國家！“  作為女王的整個家庭在她的公寓雲集，這也可能包括女隨員。康龐也提到了這個房間外的兩個女僕，除了一名男性工作人員在他們旁邊被殺害外，沒有一個人被殺害，也呼喊阻止：“我們不殺女人。” 女官們，根據康龐的描述押送監獄。
國王身邊人員的總損失約八百名。在叛亂分子這邊，被殺害或受傷約376名 ----國民警衛聯盟83人和國民自衛軍的285人：來自於巴黎小商店和從事勞動的普通市民。這些措施包括頭髮修整和馬具製造商，木匠，細木工，和油漆工，裁縫，帽商和製鞋降，鎖匠，洗衣工和家庭傭人。兩名女戰鬥人員中受傷。

## 後續發展

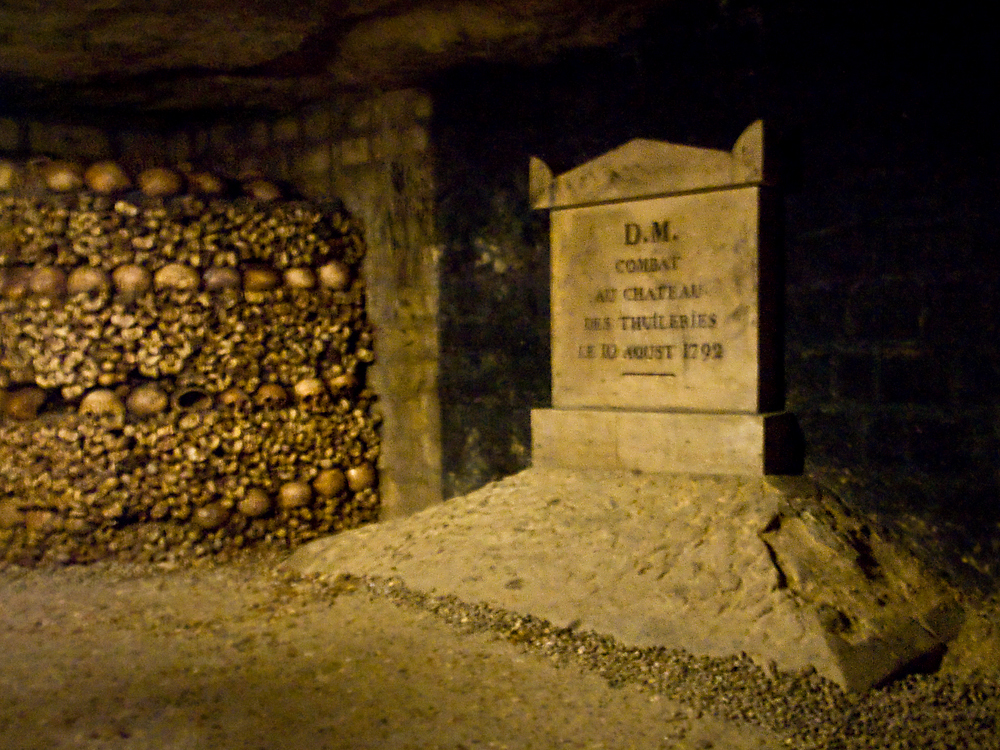
巴黎地下墓穴中的1792年8月10日襲擊杜樂麗宮事件紀念碑，許多遇難者被掩埋於此。

1792年的夏天危機（夏天災難）是革命的一個重要轉折點。民眾運動藉由推翻君主制，有效地對整個歐洲（的君主制）下達了最後通牒；另一方面，對外宣戰和推翻君主制，都在內部嚴重的激化了革命的熱度。因此，現在如果還繼續在政治上排斥所謂的「消極公民」（無投票權者），很明顯是不正確的行為。此時民眾已有了強烈的共識：如果革命要進行下去（並捍衛其成果）的話，就必須招集並動員國家所有的資源和力量。
於是乎，現在連「消極公民」都被賦予了選舉權，這場第二次革命上帶來了成年男子的普選權，並實質上把國家改制為共和國。但它並沒有像第一次革命（「攻占巴士底獄」）那樣，得到全國熱烈的響應和幾乎全體一致的大力支持。自1789年攻占巴士底獄的首開事件以來，已經帶來一連串的爭議與分歧：許多人民（幾乎是農民）跟從並站在「倔強教士」的一邊，反抗中央政府（已由巴黎市民控制）推展的革命運動；另一些支持革命的人，批評8月10日的過激暴動；再另一些支持革命者，則對8月10日的後續演變感到惶恐不安。於是就人口統計上來說，雖然全法國只有很小比例的人民實際參加或毫不猶豫地力挺這場暴動，但這群少數人已決定，將以專斷及不擇手段的方式，全力鎮壓並撲滅反革命力量。

### 國民立法議會

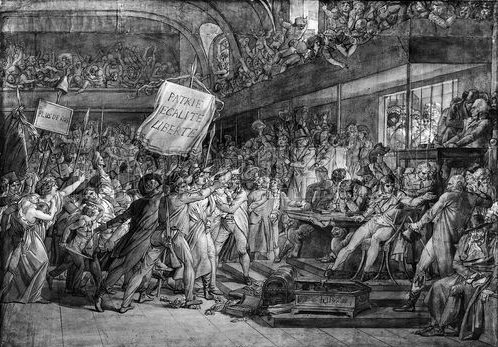
國民立法議會的叛亂分子

這事件對國民立法議會的衝擊幾乎是同樣的矚目驚心。在8月10日晚上，超過半數議員的出逃而缺席，只有284名代表們出席在自己的座位上。  議會焦急的注視著王政與共和兩派鬥爭的情況，情勢可說是瞬息萬變。只要這個爭端沒有解決，路易十六仍會如同國王般被對待和敬奉。但很快的暴動者獲得絕對的勝利，大會宣佈暫停國王的職務。國王立刻置於嚴密的監控。議會本來希望將他安置在盧森堡宮，但暴亂公社要求他應該被帶到聖殿塔，這個監獄更小、更容易監控國王。
1789年7月14日攻占巴士底獄保留了制憲議會，8月10日對國民立法議會宣判：當天的勝利者打算解散議會，並保持權力掌握在自己手中。但由於新的公社，尚未組成，不願驚動各省，吉倫特派被保留，革命深陷於進退不得的泥坑。剩餘的立法議會暫時仍然存在但承認公社，通過選舉增加至288名新代表。議會任命了幾個先前的吉倫特派部長並加入加斯帕爾·蒙日和皮埃爾·亨利·埃萊娜·瑪麗·勒布倫-通迪組成了一個臨時執行委員會。議會表決，經由普選產生的議員，共同召開國民公會，於是領導國家未來的最高機構誕生了。  它的一個第一個行動就是發佈廢除君主制宣言。

### 社會變遷
隨著杜樂麗宮的淪陷，巴黎式的社會面貌經歷突然的變化。八月暴動大大增加了無套褲漢的影響力。在舊公社，中產階級是主導，而新建的公社中，工匠的數量比律師多出一倍，這些律師也多是態度曖昧之輩，和1789年的律師們不可同日而語。而且，公社本身也就是"在48州聯邦共和國的一種聯邦議會"。它對各派系只有非常微弱的控制，開始試行盧梭主張的直接民主。“被動”公民被允許參加會議，治安法官與警察被解雇，派系全民會議成了某種意義上的“人民法院”，而一個新的革命監督委員會全力追捕反革命。對於巴黎的貴族而言，與攻占巴士底獄的1789年7月14日相比，1792年8月10日才真正標誌著舊政體的結束。
8月10日的勝利者首先關注的就是建立他們的獨裁統治。公社立即壓制反對派刊物，關閉了收稅站，並通過多次家庭查訪抓捕大批難駕馭的教士和貴族名流。8月11日，立法議會給了各地政府逮捕犯罪嫌疑人的權力。    這些志願者準備開赴前線，謠傳:”他們的離去就會是囚犯起義的信號”而且傳聞迅速蔓延。無套褲漢衝入監獄處決囚犯的浪潮接踵而至，後來被稱為九月屠殺。

### 戰爭

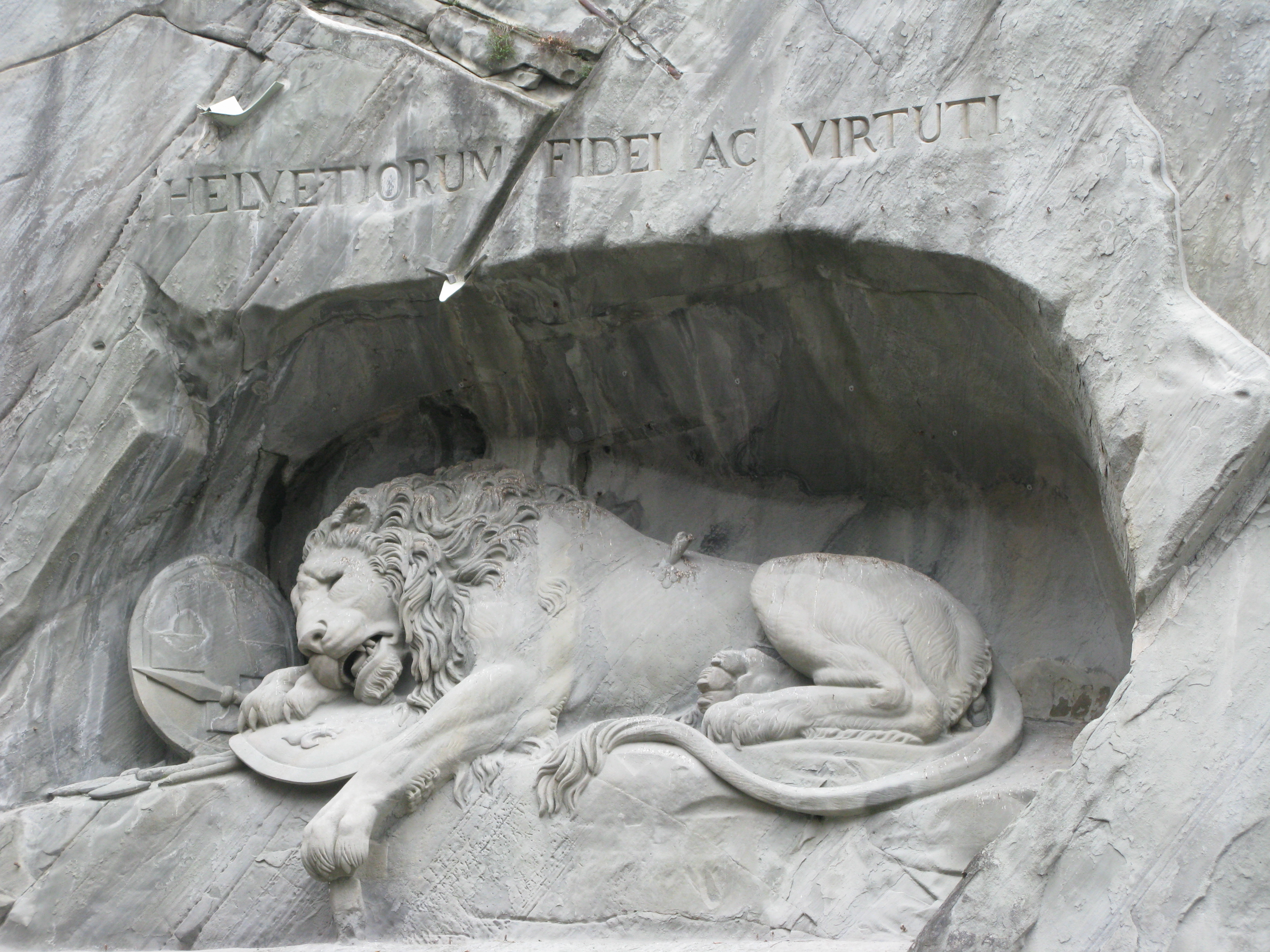
為紀念瑞士衛隊在卢塞恩樹立的垂死獅子像。
銘文: 向瑞士衛隊的忠誠和勇敢致敬

為了讓革命者明白8月10日的暴動於事無補，普魯士軍隊於進入法蘭西境內。僅僅一周，強大堡壘隆维即陷落。皮埃尔·维克蒂尼安·韦尼奥宣布它已移交給敵人。月底，普魯士人抵達巴黎東面最後的門戶凡爾登。巴黎相信凡爾登只能做出象徵性的抵抗。這場戰爭本來似乎能將革命印象勝利，現在卻適得其反。
9月2日，警炮大作，同時擊打警鼓慛促公民到他們所屬的警衛隊。巴黎的牆上貼滿了招募海報，其警語“拿起武器，公民們，敵人已兵臨城下！”許多讀者從字面意義理解。在國民議會，丹東結論出他最著名的講話：“大膽行動，還要更大膽行動，而且持續的大膽行動，法蘭西就會得救！”（"De l'audace, encore de l'audace, toujours de l'audace, et la France est sauvée!"）無套褲漢再一次的回應，在接下來的三個星期裡，兩萬公民為了捍衛革命由巴黎出發。

## 來源
- Aulard, François-Alphonse.  Vol. I. New York: Charles Scribner's Sons. 1910.
- Hampson, Norman. . Routledge: University of Toronto Press. 1988. ISBN 0-710-06525-6.
- Lefebvre, Georges.  vol. I. New York: Columbia University Press. 1962. ISBN 0-231-08599-0.
- Madelin, Louis. . London: William Heinemann Ltd. 1926.
- Mathiez, Albert. . New York: Alfred a Knopf. 1929.
- McPhee, Peter. . Oxford: Oxford University Press. 2002. ISBN 0-199-24414-6.
- Mignet, François. . Project Gutenberg EBook. 2011.
- Pfeiffer, L. B. . Lincoln: New Era Printing Company. 1913.
- Rude, George. . Oxford: Oxford University Press. 1972.
- Soboul, Albert. . New York: Random House. 1974. ISBN 0-394-47392-2.
- Taine, Hippolyte. . Project Gutenberg EBook. 2011.
- Thompson, J. M. . Oxford: Basil Blackwell. 1959.

## 外部連結
- The document by which the National Assembly formally deposed Louis XVI and called for the Convention （页面存档备份，存于）, translated into English.